# Wachkraniotomie
Bei der Wachkraniotomie (englisch awake craniotomy) handelt es sich um einen neurochirurgischen Eingriff am Gehirn (Kraniotomie), in dessen Verlauf der Patient nach der Öffnung der Schädeldecke (Trepanation) vorübergehend aufgeweckt wird.

## Anwendung
Das Verfahren der Wachkraniotomie wird unter anderem eingesetzt, um zu ermitteln, inwieweit Hirngewebe (z. B. in der Nähe des Sprachzentrums) entfernt werden kann, ohne dass dadurch Ausfallerscheinungen ausgelöst werden. Hierzu werden in der Wachphase z. B. neuropsychologische Tests der Sprachfunktionen durchgeführt. Durch selektive elektrische Reizung (vgl. Elektrokortikografie) einzelner Hirnareale während dieser Testung kann dann die Lokalisation des Sprachzentrums bestimmt werden (sogenannte kortikales Mapping, engl. „cortical mapping“ oder „brain mapping“). Diese Methode kann auch für die Lokalisation anderer (z. B. motorischer) Funktionen eingesetzt werden.
Anwendungsbereiche der Wachkraniotomie sind z. B. die Tumor- und Epilepsiechirurgie oder die stereotaktische Elektrodenimplantation für die tiefe Hirnstimulation (z. B. bei Morbus Parkinson).